# 弗洛维尔·伊波利特
路易·蒙代斯坦·弗洛维尔·伊波利特（法語：Louis Mondestin Florvil Hyppolite，法語發音：[lwi mɔ̃dɛstɛ̃ flɔʁvil ipɔlit]；1828年5月26日—1896年3月24日），海地政治人物、军人，曾于1889年至1896年担任第15任海地總統。

## 生平
伊波利特是穆拉托人，父亲雅克·西尔万·伊波利特曾在1844年-1846年担任过海地国防和海军部长。他早年就读于军事学校，1848年晋升为上尉，不久后，又被福斯坦一世任命为将军。1889年，他当选为第十五任总统。
在他在位期间，美国政府曾提出在海地西北隅的莫勒-圣尼古拉郡建立军事基地，当时的美国总统本杰明·哈里森派国务卿詹姆斯·吉莱斯皮尔·布莱恩和海军少将班克罗夫特·盖拉尔迪前往海地就此事施加壓力，而海地方面则派出昂特诺尔·菲尔曼作为谈判代表，他拒绝了美国所提的要求，于是，美国海军便派军舰费城号等前往太子港，试图施加压力迫使海地屈服，菲尔曼则以本国宪法禁止割地为由，拒绝美国的要求，美军因此被迫退出海地:29。此后，海地与法国政府达成了一项协议。只要是有法国血统的海地人，都可以通过法国大使馆去成为合法的法国人。但是，此政策实行不久，便因外交部长昂特諾爾·菲爾曼的反对而中止。在1892年，海地允许了外国传教士在海地的传教。
海地为了提高农产品的知名度，参加了1893年芝加哥世博会，与此同时，海地建立了最早的电话系统和太子港、海地角市的码头。农业和贸易在此时也大有发展。
1896年，他在前往雅克梅勒平定叛乱途中坠马重伤身亡。
弗洛维尔在位时期从法国买进的铁市场建筑迄今仍然是太子港最繁忙的大市场之一。